# Alexander Olegowitsch Kaun
Alexander Olegowitsch Kaun (russisch Александр Олегович Каун; * 8. Mai 1985 in Tomsk, Russische SFSR) ist ein ehemaliger russischer Basketballspieler. Sasha Kaun, wie er im englischen Sprachraum bezeichnet wird, studierte in den Vereinigten Staaten und gewann mit den Jayhawks der University of Kansas die US-amerikanische NCAA Division I Basketball Championship 2008. Anschließend spielte er in seiner Heimat für den dominierenden russischen Basketballverein PBK ZSKA Moskau.
Mit der russischen Nationalmannschaft gewann er eine Bronzemedaille bei den Olympischen Spielen 2012. Nach fünf russischen Meistertiteln mit ZSKA Moskau gewann Kaun zudem zum Abschluss seiner Karriere 2016 mit den Cleveland Cavaliers auch die Meisterschaft in der nordamerikanischen NBA.

## College
Kaun erlernte das Basketballspiel in seiner Geburtsstadt Tomsk. Nach dem Schulabschluss ging er in die Vereinigten Staaten und besuchte zwecks Vorbereitung auf ein Hochschulstudium die Florida Air Academy in Melbourne (Florida). 2004 wurde er zum Studium an die University of Kansas in Lawrence (Kansas) zugelassen, wo er für die Hochschulmannschaft Jayhawks, für die auch schon Wilt Chamberlain während seines Studiums gespielt hatte, in der NCAA Division I auflief.
In seinem ersten Jahr war er unter anderem Mannschaftskamerad von Keith Langford, der später auch professionell Basketball in Russland spielte. In den ersten beiden Spielzeiten von Kaun schied man jeweils etwas überraschend in den ersten beiden Runden der landesweiten Endrunde aus. Von 2006 bis 2008 gewann man vor der Beginn der landesweiten Endrunde jeweils die Meisterschaft in der Big 12 Conference. 2007 schied man im Viertelfinale knapp vor dem Erreichen des Final-Four-Turniers aus. 2008 erreichte man das Final Four und schlug nacheinander die höher eingestuften Tar Heels der University of North Carolina at Chapel Hill und Tigers der University of Memphis.
Insgesamt fünf Spieler der Siegermannschaft, darunter Final Four-Most Outstanding Player Mario Chalmers, wurden anschließend von Clubs der nordamerikanischen Liga NBA im Entry Draft 2008 ausgewählt. Kaun selbst wurde an 56. Stelle von den Seattle SuperSonics ausgewählt. Dies war insoweit geschichtlich bedeutsam, da dies die letzte als SuperSonics getätigte Auswahl war. Anschließend wurde der Club als Thunder nach Oklahoma City im Nachbarstaat von Kansas transferiert.

## Russland
Im Sommer 2008 weilte Kaun bei der russischen Nationalmannschaft, musste aber seinen Platz im Olympiakader für Wiktor Chrjapa letztendlich doch noch räumen. Er unterschrieb statt in der NBA dann einen Vertrag in seiner russischen Heimat beim dominierenden Basketballverein PBK ZSKA Moskau. Der Verein verteidigte auch in der Folge seine russischen Meistertitel. Im höchsten europäischen Vereinswettbewerb EuroLeague misslang jedoch die Titelverteidigung, als man im Endspiel Panathinaikos Athen knapp unterlegen war. Kaun selbst wurde als Ergänzungsspieler gut fünf Minuten pro Spiel eingesetzt und hatte seine meiste Einsatzzeit im Finale mit knapp 13 Minuten. Kurz vor Beginn der Endrunde der EM 2009 musste er seine Teilnahme wegen einer Verletzung absagen.
In seiner zweiten Saison bei ZSKA wurde er regelmäßig 20 Minuten je Spiel eingesetzt und war in der EuroLeague Spieler in der Starting Five. Neben der russischen Meisterschaft gewann man die erste Austragung der osteuropäischen VTB United League. Beim Final Four der Euroleague belegte man nach einer Halbfinalniederlage gegen den späteren Titelgewinner FC Barcelona den dritten Platz durch einen Sieg in der Verlängerung im kleinen Finale über KK Partizan Belgrad. Partizans langjähriger Trainer Duško Vujošević wurde anschließend Trainer bei ZSKA.
Bei der WM 2010 stand Kaun im Endrundenkader von Nationaltrainer David Blatt. Man gewann zunächst alle Spiele bis auf eine Vorrundenniederlage gegen Gastgeber Türkei. Im Viertelfinale verlor man dann gegen den späteren Weltmeister Vereinigte Staaten und belegte nach der Platzierungsrunde, in der Kaun nach einer Verletzung nicht mehr spielte, den siebten Platz. Kaun selbst hatte zu Beginn der Saison 2010/11 weiter mit Verletzungsproblemen zu kämpfen und absolvierte nur Spiele in der russischen Meisterschaft und der VTB-Liga, da man in der EuroLeague-Saison 2010/11 überraschend in der Vorrunde ausschied und erstmals nach neun Jahren nicht das Final-Four-Turnier in diesem Wettbewerb erreichte, was den Rauswurf von Trainer Vujošević zur Folge hatte. Im Finale der VTB United League 2011 unterlag man knapp mit zwei Punkten dem russischen Vizemeister BK Chimki, den man aber in der Finalserie der russischen Meisterschaft erneut besiegte.
Kaun musste am Ende der Saison wegen einer notwendigen Operation erneut verletzungsbedingt die Teilnahme an einer EM-Endrunde absagen. Bei den Olympischen Spielen 2012 war Kaun wiederum im Kader der russischen Nationalmannschaft. Er absolvierte im Schnitt knapp 20 Minuten pro Spiel und gewann mit der Mannschaft die Bronzemedaille.

## NBA-Meister mit Cleveland
Nachdem er im Sommer 2015 das Ende seiner europäischen Karriere verkündete, unterschrieb er im August einen Zweijahresvertrag bei den Cleveland Cavaliers und wechselte damit in die NBA. Dort war David Blatt als Trainer tätig, unter dem er in der russischen Nationalmannschaft gespielt hatte. Kaun blieb in Cleveland Ergänzungsspieler, nahm während der Saison 2015/16 an 25 Spielen teil, in denen seine Einsatzzeit im Mittel bei knapp vier Minuten lag. Er trug auf diese Weise zum Gewinn des NBA-Meistertitels bei. Im Sommer 2016 trat er vom Leistungssport zurück.

## Erfolge und Auszeichnungen
- Sieger NCAA-Meisterschaft 2008
- Russischer Meister (5×): 2009–2013
- russischer Pokalsieger: 2010
- Sieger VTB United League: 2010, 2012–2015
- Bronzemedaillengewinner Olympische Spiele 2012
- MVP des Monats Oktober 2013 in der VTB United League
- NBA-Meister: 2016

## Karriere-Statistiken
| Legende | Legende                                        | Legende | Legende                                                     | Legende | Legende                                          |
| ------- | ---------------------------------------------- | ------- | ----------------------------------------------------------- | ------- | ------------------------------------------------ |
| GP      | Absolvierte Spiele (Games played)              | GS      | Spiele von Beginn an (Games started)                        | MPG     | Absolvierte Minuten pro Spiel (Minutes per game) |
| FG%     | Wurfquote aus dem Feld (Field-goal percentage) | 3P%     | Wurfquote Drei-Punkte-Würfe (3-point field-goal percentage) | FT%     | Freiwurfquote (Free-throw percentage)            |
| RPG     | Rebounds pro Spiel (Rebounds per game)         | APG     | Assists pro Spiel (Assists per game)                        | SPG     | Steals pro Spiel (Steals per game)               |
| BPG     | Blocks pro Spiel (Blocks per game)             | PPG     | Punkte pro Spiel (Points per game)                          | FETT    | Karriere-Bestmarke                               |

### NBA

#### Hauptrunde
| Saison  | Team      | GP | GS | MPG | FG % | 3P % | FT % | RPG | APG | SPG | BPG | PPG |
| ------- | --------- | -- | -- | --- | ---- | ---- | ---- | --- | --- | --- | --- | --- |
| 2015–16 | Cleveland | 25 | 0  | 3.8 | .529 | .000 | .455 | 1.0 | .2  | .2  | .2  | .9  |
| Gesamt  | Gesamt    | 25 | 0  | 3.8 | .529 | .000 | .455 | 1.0 | .2  | .2  | .2  | .9  |

### Euroleague
| Saison  | Team            | GP  | GS | MPG  | FG%  | 3P%  | FT%  | RPG | APG | SPG | BPG | PPG |
| ------- | --------------- | --- | -- | ---- | ---- | ---- | ---- | --- | --- | --- | --- | --- |
| 2008–09 | PFK ZSKA Moscow | 10  | 0  | 5.1  | .429 | .000 | .417 | 1.5 | .1  | .0  | .3  | 1.1 |
| 2009–10 | PFK ZSKA Moscow | 21  | 17 | 22.4 | .713 | .000 | .569 | 4.6 | .6  | .4  | 1.0 | 9.1 |
| 2011–12 | PFK ZSKA Moscow | 21  | 4  | 11.4 | .712 | .000 | .516 | 2.0 | .1  | .4  | .2  | 4.3 |
| 2012–13 | PFK ZSKA Moscow | 30  | 27 | 20.8 | .716 | .000 | .520 | 4.0 | .5  | .4  | 1.2 | 8.1 |
| 2013–14 | PFK ZSKA Moscow | 30  | 16 | 18.4 | .701 | .000 | .590 | 3.5 | .5  | .8  | .8  | 8.4 |
| 2014–15 | PFK ZSKA Moscow | 30  | 30 | 20.1 | .691 | .000 | .673 | 4.5 | .5  | .4  | .9  | 9.9 |
| Gesamt  | Gesamt          | 143 | 94 | 17.8 | .702 | .000 | .581 | 3.6 | .4  | .5  | .8  | 7.6 |